# Куянаево
Куянаево (др. название Чистая Елань) — упразднённая деревня в Тугузлинском сельсовете Кигинского района Башкортостана. Почтовый индекс — 452507, код ОКАТО — 80236850003. Упразднёна в 2005 году.
Находится на границе с Челябинской областью.
Проходит трасса Р-317, дорога местного значения от села Тугузлы в Вакиярово.
Туризм.
Протекает р. Куянай, впадающая в Киги в окрестностях деревни.

## История
Закон Республики Башкортостан от 20 июля 2005 г. N 211-з «О внесении изменений в административно-территориальное устройство Республики Башкортостан в связи с образованием, объединением, упразднением и изменением статуса населённых пунктов, переносом административных центров», ст.4, п. 24 постановил:

4. Упразднить следующие населенные пункты:
24) в Кигинском районе:
а) деревню Верхний Лопас Арслановского сельсовета;
б) деревню Куянаево Тугузлинского сельсовета;

Находился на закрепленной территории охотничьего хозяйства общества охотников и рыболовов (в 1984 году, в 2004 г.).